# Salutació al sol

Animació d'una persona realitzant la salutació al Sol

La Salutació al Sol (o sūria namaskār, devanāgarī: सूर्यनमस्कार. sànscrit: Sūryanamaskāra) és una de les seqüències de postures (asanes) del hatha ioga ideada pel polític hindú Bala Sahib el 1929. En sànscrit s'anomena sūrianamaskāra, Sūria significa el déu del Sol, namah: ‘reverències prostrades', i kāra: ‘realitzar’.

## Història del Sūria Namaskār
Aquesta sèrie d'asanes és una invenció del 1929, del polític hindú Bala Sahib. Basat en el vyāja (la pràctica dels lluitadors professionals per desenvolupar massa muscular i flexibilitat). Va obtenir popularitat a partir del 1937, quan la periodista britànica (admiradora seva) Louise Morgan va viure en el seu palau en Aundh (Maharashtra, en l'Índia) i va aprendre aquesta sèrie. Ella es va encarregar de redactar l'explicació d'aquesta pràctica, la va fer publicar i també li va escriure el prefaci. El llibre va ser publicat a l'any següent (1938) per J. M. Dent & Sons (de Londres), pagat amb fons de Bala Sahib: The Ten Point Way to Health (la sendera de deu punts cap a la salut). Ho va signar amb el rimbombante títol de “Rei de Aundh”.
Malgrat no s'han trobat referències en els textos antics del ioga, alguns llibres de ioga des de mitjans del segle XX afirmen que aquesta seqüència de ioga té un origen molt antic, fins i tot de l'època dels védes.
Existeix un Sūria namaskār mantra (pregària de reverència al déu del Sol), amb dotze mantres i dotze bīyas (‘llavors', síl·labes místiques originadores d'oracions), però no té cap referència a cap āsana.
També es coneix un Sūria namaskār vidhi (preceptes sobre les reverències al déu del Sol), però tampoc té cap referència a cap āsana.

## Pràctica
La base física de la pràctica combina dotze āsanes en una sèrie realitzada de manera dinàmica. Aquests āsanes estan ordenats de tal manera que alternativament estirin la columna cap endavant i cap enrere. Quan es realitza de la manera normal, cada āsana es realitza amb una respiració alternada d'inhalació i exhalació (excepte en el sisè āsana, en què la respiració s'ha de mantenir suspesa). Una ronda completa de sūria namaskāra posseeix dos grups d'aquestes dotze postures, tot realitzant un canvi de cama en el segon grup (de manera que cada vegada s'avanci una cama diferent). Es sol realitzar o bé al principi d'una sessió de ioga com a escalfament o bé com una pràctica de ioga en si mateixa.
Es comença dempeus, amb els peus junts, el rostre mirant a l'est i les mans unides al centre del pit, en actitud de respecte cap al Sol, mentre es realitza una profunda espiració.
| Ordre | Āsana                | Respiració | Llavor   | Mantra                    | Txakra                            |
| ----- | -------------------- | ---------- | -------- | ------------------------- | --------------------------------- |
| 1     | Pranamasana          | exhalar    | om hrām  | om mitrāja namaḥ          | Anahata (cor) verd                |
| 2     | Fins a uttanasana    | inhalar    | om hrīm  | om ravaye namaḥ           | Vishuddha (gola) blava            |
| 3     | Padahastasana        | exhalar    | om hrūm  | om sūryāja namaḥ          | Muladhara (os púbic) ataronjat    |
| 4     | Ashwa sanchalanasana | inhalar    | om hraim | om bhānau namaḥ           | Ájna (tercer ull) indi            |
| 5     | Chaturanga dandasana | exhalar    | om hraum | om khagāja namaḥ          | Vishuddha (gola) blava            |
| 6     | Ashtanga namaskara   | suspendre  | om hraḥ  | om puṣṇi namaḥ            | Manipura (melic) groc             |
| 7     | Bhujangasana         | inhalar    | om hrām  | om hiraṇja garbhāja namaḥ | Swadhisthana (os púbic) ataronjat |
| 8     | Chaturanga dandasana | exhalar    | om hrīm  | om marīcaye namaḥ         | Vishuddha (gola) blava            |
| 9     | Ashwa sanchalanasana | inhalar    | om hrūm  | om ādityāja namaḥ         | Ájna (tercer ull) indi            |
| 10    | Padahastasana        | exhalar    | om hraim | om savitre namaḥ          | Swadhisthana (os púbic) ataronjat |
| 11    | Fins a uttanasana    | inhalar    | om hraum | om arkāja namaḥ           | Vishuddha (gola) blava            |
| 12    | Pranamasana          | exhalar    | om hraḥ  | om bhāskarāja namaḥ       | Anahata (cor) verd                |